# Frédéric Guyonnet
 (février 2024).
 (février 2024).
Pour les articles homonymes, voir Guyonnet.
Fréderic Guyonnet, né le 7 février 1979 à Nantes, est un syndicaliste français, élu président national du SNB/CFE-CGC au congrès de Paris du 14 janvier 2020. Il succède à Gilles Mira.

## Biographie

### Formation et carrière
Après une formation en Économie et Gestion, et en techniques de commercialisation (DUT de Saint-Nazaire) et un BTS en Banque Finance, Frédéric Guyonnet obtient un diplôme en relations sociales à l'Université Paris Dauphine en 2018. Après avoir travaillé au Crédit Mutuel Océan, au CIC Ouest et à la Banque Postale, il entre à la Banque Populaire Occitane à Toulouse en 2002.

### Parcours syndical
Il adhère à la CFE-CGC en 2010, et est élu Délégué du Personnel de la Banque Populaire Occitane. En 2013, il est élu au Comité d'Entreprise et est désigné délégué syndical. En 2015, il est nommé au Comité Inter-entreprises (CIE) du Groupe BPCE.
En octobre 2015, à Albi il est élu Président de la branche Banque Populaire et ses filiales du Syndicat National de la Banque et du Crédit (SNB/CFE-CGC). Il est réélu en octobre 2018 à Bordeaux.
En 2019, il devient Président national du SNB/CFE-CGC pour tout le Groupe BPCE.
Le 14 janvier 2020 il est candidat à la présidence nationale du SNB/CFE-CGC au congrès de Paris. Il est élu avec 88,86 % des voix, Président du SNB/CFE-CGC pour tout le secteur bancaire en France. Le Syndicat National de la Banque et du Crédit est le 1er syndicat français du secteur,.
Dès le mois de février 2020, il mène un combat contre l'expérimentation des Conseillers Indépendants Locaux, sortes de conseillers clientèles autoentrepreneurs que veut créer la Caisse d’Épargne Bretagne Pays de Loire,.
Au mois de mars 2020, c'est également lui qui mène la fronde contre le gouvernement pour protester contre le fait que les salariés des banques françaises sont obligés de travailler sans protection en pleine crise de Covid19,.
En 2022, il coécrit avec Alain Condaminas Dialogue social ou dialogue de sourds, un ouvrage qui décrit les visions d'un dirigeant et d'un représentant du personnel sur des sujets sociaux.
Il représente le SNB/CFE-CGC lors des manifestations et blocages historiques du mouvement social contre le projet de réforme des retraites en France de 2023.